# Institut français des architectes navals
L'Institut français des architectes navals(IFAN) est le syndicat professionnel des architectes navals français ou exerçant en France, qui regroupe la plupart des membres de cette profession.